# Mateja Svet
Mateja Svet (ur. 16 sierpnia 1968 w Lublanie) – słoweńska narciarka alpejska reprezentująca barwy Jugosławii, srebrna medalistka olimpijska, pięciokrotna medalistka mistrzostw świata oraz zdobywczyni Małej Kryształowej Kuli Pucharu Świata w gigancie.

## Kariera
Po raz pierwszy na arenie międzynarodowej Mateja Svet pojawiła się w sezonie 1983/1984. Pierwsze punkty w zawodach Pucharu Świata zdobyła 15 stycznia 1984 roku w Mariborze, zajmując piętnaste miejsce w slalomie. Był to jedyny start sezonu, w którym zdobyła punkty, w efekcie zajęła 86. miejsce w klasyfikacji generalnej. W lutym 1984 roku zdobyła złoty medal w gigancie podczas mistrzostw świata juniorów w Sugarloaf, wyprzedzając Diann Roffe z USA oraz swą rodaczkę, Veronikę Šarec. W tym samym roku wzięła udział w igrzyskach olimpijskich w Sarajewie, zajmując 23. miejsce w gigancie oraz piętnaste w slalomie.
Pierwszy raz na podium zawodów pucharowych stanęła 13 marca 1985 roku w Lake Placid, gdzie była druga w gigancie. W zawodach tych lepsza okazała się tylko Diann Roffe. W sezonie 1984/1985 punktowała jeszcze kilkukrotnie, jednak nie stawała już na podium. W klasyfikacji generalnej zajęła tym razem 31. pozycję. Na początku lutego 1985 roku wystartowała na mistrzostwach świata w Bormio, zajmując trzynaste miejsce w gigancie. Kolejne podia wywalczyła w sezonie 1985/1986. Dokonała tego pięciokrotnie, odnosząc przy tym dwa zwycięstwa: 8 lutego w Wysokich Tatrach oraz 22 marca 1986 roku w Bromont wygrywała giganty. W klasyfikacji generalnej była siódma, a w klasyfikacji giganta zajęła trzecie miejsce za Vreni Schneider ze Szwajcarii oraz Traudl Hächer z RFN.
Mistrzostwa świata w Crans-Montana w 1987 roku przyniosły jej pierwsze medale w kategorii seniorek. Najpierw wywalczyła brąz w supergigancie, ulegając jedynie dwóm Szwajcarkom: Marii Walliser i Micheli Figini. Dwa dni później zajęła drugie miejsce w gigancie, plasując się o 0,56 sekundy za Vreni Schneider i o 1,73 sekundy przed Walliser. Na koniec zdobyła brązowy medal w slalomie, przegrywając tylko z Eriką Hess ze Szwajcarii oraz Austriaczką Roswithą Steiner. W zawodach pucharowych na podium stawała czterokrotnie, za każdym razem na drugim miejscu, dwukrotnie w gigancie i po jednym razie w supergigancie i slalomie. Ostatecznie sezon 1986/1987 ukończyła na siódmej pozycji, w klasyfikacji giganta byłą szósta, a w slalomie dziewiąta.
Najlepsze wyniki osiągała w sezonie 1987/1988, który zakończyła na szóstym miejscu w klasyfikacji generalnej. Na podium stawała pięciokrotnie, z czego trzy razy wygrywała: 30 i 31 stycznia w Kranjskiej Gorze kolejno w gigancie i slalomie oraz 3 marca 1988 roku w Saalbach-Hinterglemm, gdzie wygrała kolejnego giganta. W klasyfikacji giganta zdobyła swoją jedyną Małą Kryształową Kulę, a w klasyfikacji slalomu była ósma. W 1988 roku brała udział w igrzyskach olimpijskich w Calgary, gdzie wystąpiła w trzech konkurencjach. Najpierw zajęła 20. miejsce w supergigancie, a następnie była czwarta w gigancie, przegrywając walkę o brązowy medal z Marią Walliser o 0,08 sekundy. Dwa dni później wystartowała w slalomie, w którym po pierwszym przejeździe zajmowała trzecie miejsce, tracąc do prowadzącej Vreni Schneider 0,40 sekundy. W drugim przejeździe osiągnęła czwarty czas, co dało jej drugi łączny wynik i srebrny medal. Ostatecznie na podium rozdzieliła Schneider oraz Christę Kinshofer z RFN.
Svet startowała jeszcze przed dwa kolejne lata, utrzymując miejsce w światowej czołówce. W tym czasie łącznie siedmiokrotnie stawała na podium zawodów PŚ, odnosząc dwa zwycięstwa: 20 stycznia 1990 roku w Mariborze oraz 5 lutego 1990 roku w Veysonnaz była najlepsza w gigantach. W sezonie 1988/1989 była szósta w klasyfikacji generalnej, a rok później uplasowała się jedną pozycję niżej. W obu sezonach zajmowała drugie miejsce w klasyfikacji giganta, ustępując kolejno Vreni Schneider i Anicie Wachter. Ostatni raz na podium stanęła 14 marca 1990 roku w Klövsjö, gdzie była trzecia w gigancie. W lutym 1989 roku wystąpiła na mistrzostwach świata w Vail, gdzie wywalczyła złoty medal w slalomie. Był to pierwszy w historii złoty medal w narciarstwie alpejskim wywalczony przez zawodniczkę z Jugosławii. Cztery dni później Svet zdobyła także brązowy medal w gigancie, w którym uległa tylko Vreni Schneider oraz Francuzce Carole Merle. Na tych samych mistrzostwach zajęła także czwarte miejsce w kombinacji, przegrywając walkę o podium ze Szwajcarką Brigitte Oertli.
Wielokrotnie zdobywała medale mistrzostw Jugosławii, w tym jedenaście złotych: w zjeździe w 1987 roku, supergigancie w latach 1986, 1987, gigancie w latach 1986-1988 i 1990, slalomie w latach 1985, 1987 i 1990 oraz kombinacji 1987 roku. Trzykrotnie wybrana najlepszą sportsmenką Jugosławii: w 1986, 1987 i 1989 roku oraz siedmiokrotnie wybierana najlepszą sportsmenką Słowenii w latach 1984-1990. W lecie 1990 roku ogłosiła zakończenie kariery. Jako powód podała zmęczenie stylem życia zawodowego sportowca.

## Osiągnięcia

### Igrzyska olimpijskie
| Miejsce | Dzień     | Rok  | Miejscowość | Konkurencja | Czas biegu | Strata | Zwyciężczyni     |
| ------- | --------- | ---- | ----------- | ----------- | ---------- | ------ | ---------------- |
| 23.     | 13 lutego | 1984 | Sarajewo    | Gigant      | 2:20,98    | +5,24  | Debbie Armstrong |
| 15.     | 13 lutego | 1984 | Sarajewo    | Slalom      | 1:36,47    | +4,38  | Paoletta Magoni  |
| 20.     | 22 lutego | 1988 | Calgary     | Supergigant | 1:19,03    | +2,93  | Sigrid Wolf      |
| 4.      | 24 lutego | 1988 | Calgary     | Gigant      | 2:06,49    | +1,31  | Vreni Schneider  |
| 2.      | 26 lutego | 1988 | Calgary     | Slalom      | 1:36,69    | +1,68  | Vreni Schneider  |

### Mistrzostwa świata
| Miejsce | Dzień     | Rok  | Miejscowość   | Konkurencja | Czas biegu | Strata     | Zwyciężczyni    |
| ------- | --------- | ---- | ------------- | ----------- | ---------- | ---------- | --------------- |
| 13.     | 6 lutego  | 1985 | Bormio        | Gigant      | 2:18,53    | +2,44      | Diann Roffe     |
| DNF1    | 9 lutego  | 1985 | Bormio        | Slalom      | 1:29,58    | -          | Perrine Pelen   |
| 3.      | 3 lutego  | 1987 | Crans-Montana | Supergigant | 1:19,17    | +1,06      | Maria Walliser  |
| 2.      | 5 lutego  | 1987 | Crans-Montana | Gigant      | 2:21,22    | +0,56      | Vreni Schneider |
| 3.      | 7 lutego  | 1987 | Crans-Montana | Slalom      | 1:33,30    | +1,09      | Erika Hess      |
| 4.      | 2 lutego  | 1989 | Vail          | Kombinacja  | 5,65 pkt   | +30,21 pkt | Tamara McKinney |
| 1.      | 7 lutego  | 1989 | Vail          | Slalom      | 1:30,88    | -          | -               |
| 23.     | 8 lutego  | 1989 | Vail          | Supergigant | 1:19,46    | +2,22      | Ulrike Maier    |
| 3.      | 11 lutego | 1989 | Vail          | Gigant      | 2:29,37    | +2,55      | Vreni Schneider |

### Mistrzostwa świata juniorów
| Miejsce | Dzień     | Rok  | Miejscowość | Konkurencja | Czas biegu | Strata | Zwyciężczyni |
| ------- | --------- | ---- | ----------- | ----------- | ---------- | ------ | ------------ |
| 1.      | 21 lutego | 1984 | Sugarloaf   | Gigant      | 2:23,08    | -      | -            |

### Puchar Świata

#### Miejsca w klasyfikacji generalnej
- sezon 1983/1984: 86.
- sezon 1984/1985: 31.
- sezon 1985/1986: 7.
- sezon 1986/1987: 7.
- sezon 1987/1988: 6.
- sezon 1988/1989: 6.
- sezon 1989/1990: 7.

#### Zwycięstwa w zawodach
1. Wysokie Tatry – 8 lutego 1986 (gigant)
2. Bromont – 22 marca 1986 (gigant)
3. Kranjska Gora – 30 stycznia 1988 (gigant)
4. Kranjska Gora – 31 stycznia 1988 (slalom)
5. Saalbach – 3 marca 1988 (gigant)
6. Maribor – 20 stycznia 1990 (gigant)
7. Veysonnaz – 5 lutego 1990 (gigant)

#### Pozostałe miejsca na podium
1. Lake Placid – 13 marca 1985 (gigant) – 2. miejsce
2. Sestriere – 7 grudnia 1985 (supergigant) – 3. miejsce
3. Saint-Gervais – 26 stycznia 1986 (slalom) – 3. miejsce
4. Valzoldana – 5 lutego 1986 (gigant) – 2. miejsce
5. Park City – 29 listopada 1986 (gigant) – 2. miejsce
6. Saalbach-Hinterglemm – 5 stycznia 1987 (gigant) – 2. miejsce
7. Saalbach-Hinterglemm – 6 stycznia 1987 (supergigant) – 3. miejsce
8. Mellau – 11 stycznia 1987 (slalom) – 2. miejsce
9. Sestriere – 26 listopada 1987 (slalom) – 2. miejsce
10. Sestriere – 28 listopada 1987 (supergigant) – 2. miejsce
11. Valzoldana – 18 grudnia 1988 (gigant) – 2. miejsce
12. Mellau – 8 stycznia 1989 (slalom) – 2. miejsce
13. Furano – 4 marca 1989 (gigant) – 2. miejsce
14. Shiga Kōgen – 8 marca 1989 (gigant) – 2. miejsce
15. Klövsjö – 14 marca 1990 (gigant) – 3. miejsce